# Oussoy-en-Gâtinais
Oussoy-en-Gâtinais è un comune francese di 417 abitanti situato nel dipartimento del Loiret nella regione del Centro-Valle della Loira.

## Società

### Evoluzione demografica
Abitanti censiti